# Iolaus orientius
Iolaus orientius är en fjärilsart som beskrevs av Gustaaf Hulstaert 1924. Iolaus orientius ingår i släktet Iolaus och familjen juvelvingar. Inga underarter finns listade i Catalogue of Life.